# Janowo (województwo lubuskie)

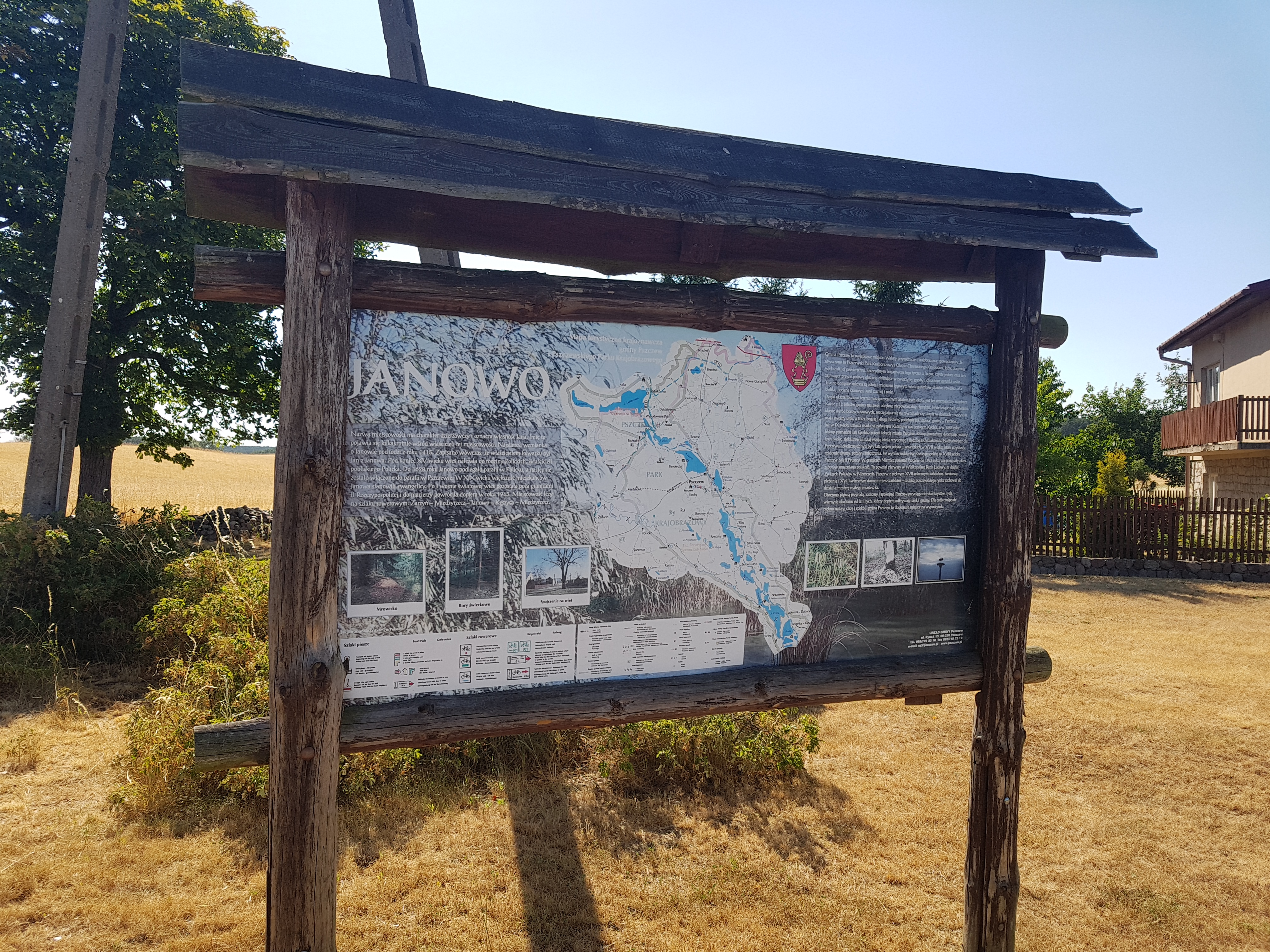
Tablica informacyjna dla turystów

Janowo – wieś w Polsce położona w województwie lubuskim, w powiecie międzyrzeckim, w gminie Pszczew.

## Historia
Miejscowość ma metrykę średniowieczną i istnieje co najmniej od XV wieku. Wymieniona w łacińskim dokumencie z 1415 pod obecną nazwą Janowo, 1497 Janów, 1944 Janau.
Miejscowość była wsią szlachecką należącą do lokalnych rodów wielkopolskich Janowskich oraz Polickich. W 1493 leżała w powiecie poznańskim Korony Królestwa Polskiego, a w 1508 należała do parafii Policko.
W 1415 akta procesowe odnotowały Jana z Janowa. W 1435 odnotowany został Jurga Janowski noszący odmiejscowe nazwisko pochodzące od nazwy wsi. W 1493 Andrzej Hersztopski kupił od Jana Polickiego połowę Janowa za 100 złotych węgierskich z zastrzeżeniem prawa wykupu. W 1494 Łukasz Policki dziedzic w Janowie, za zgodą swej matki Anny Brodzkiej wdowie po Jakubie Polickim, sprzedał Gabrielowi Sierpowskiemu (z Sierpowa k. Śmigla) połowę Janowa z okolicznymi barciami za 100 grzywien. W 1504 sprzedał on także Wojciechowi Polickiemu połowy swych wsi Policko, Janowo i Mikołajewo za 70 złotych węgierskich. W 1497 Łukasz Policki zapisał żonie Annie po 400 złotych węgierskich posagu i wiana na połówkach rzek, jezior i barci, które miał w Policku i Janowie. W 1497 otrzymał on także od króla polskiego Jana I Olbrachta prawo do dóbr Anny córki zmarłego Gabriela Sierpowskiego w tym do połowy Janowa.
W 1510 miał miejsce pobór podatków z części “Bythofskiego” (prawdopodobnie Bytkowski z Bytkowa): 3 półłanki. W 1563 płatnikami poboru byli panowie Policcy. Zapłacili oni od 7 kwart roli, karczmy dorocznej. W 1577 wieś dzieliła się na trzy części, a płatnikami poboru byli: Jan Policki, Trojan Policki oraz Zofia Policka. W latach 1564–1565 wieś szlachecka Janowo dawali poradlne do zamku międzyrzeckiego. W 1580 odbył się pobór z części Anny Polickiej od 4 kwart, dwóch zagrodników. Z części Jana Polickiego pobrano podatki od 4 kwart, jednego zagrodnika oraz dwóch komorników.
W latach 1975–1998 miejscowość administracyjnie należała do województwa gorzowskiego.